# وال استریت

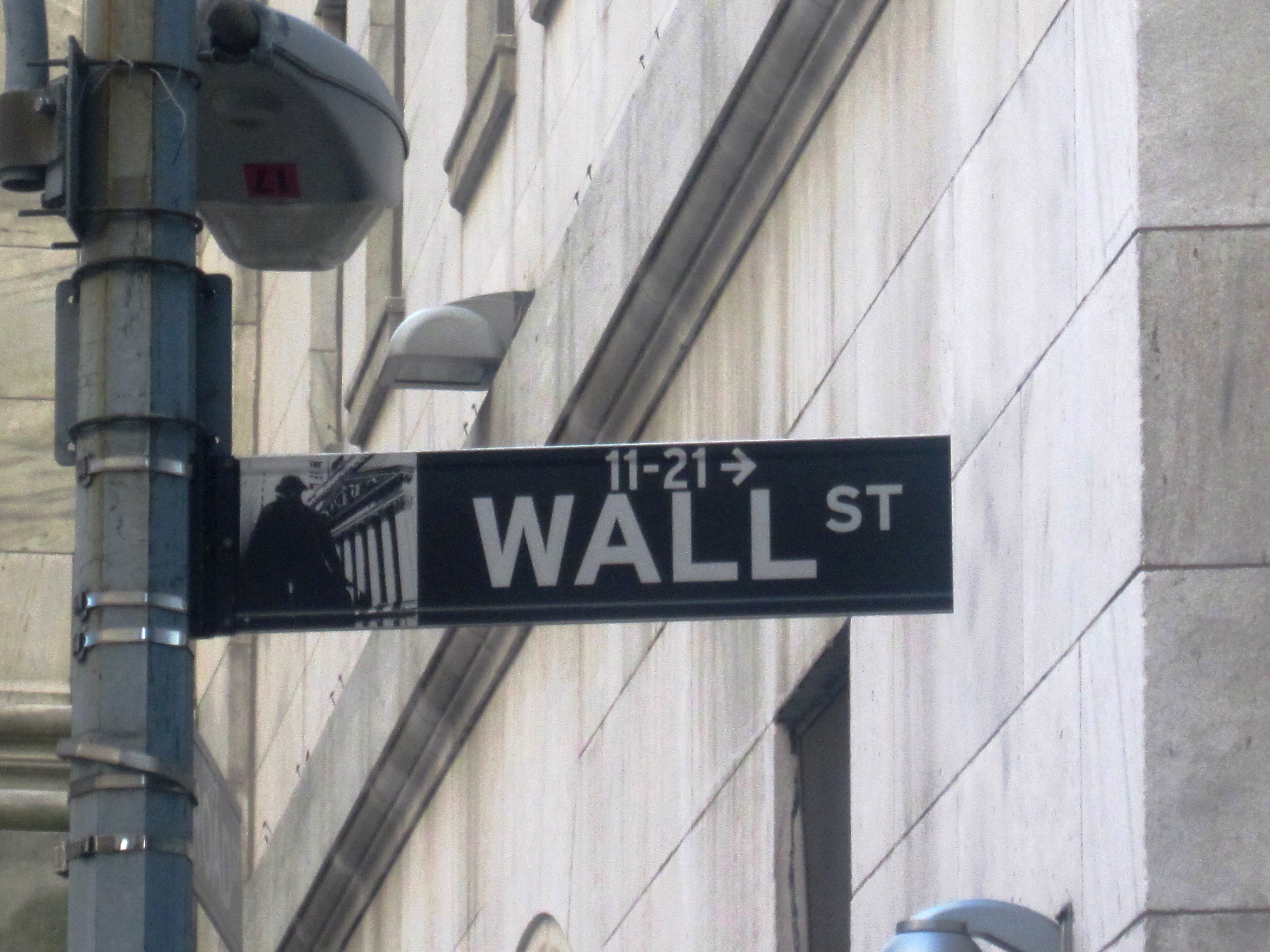
وال استریت

مسیر وال استریت

وال استریت (به انگلیسی: Wall Street) خیابان معروفی در محلهٔ منهتن، نیویورک در ایالات متحده آمریکا است. خیابان وال استریت از شرق و از سرپائینی خیابان برادوی به خیابان جنوبی در تنگه رودخانه ایست متصل می‌شود. جرج واشینگتن، اولین رئیس‌جمهور ایالات متحده آمریکا در عمارت فدرال در خیابان وال استریت، به عنوان اولین رئیس‌جمهور ایالات متحده آمریکا، قسم یاد کرد.
اصطلاح «وال استریت» به معنای بازارهای مالی ایالات متحده به عنوان یک کل، صنعت خدمات مالی آمریکا، منافع مالی مبتنی بر نیویورک یا خود منطقه مالی تبدیل شده است. نیویورک به لطف خیابان وال استریت به عنوان مرکز مالی اصلی جهان توصیف شده است.
وال استریت در ابتدا در هلندی به نام «هت سینگل» یا کمربند شناخته می‌شد که در قرن هفدهم بخشی از نیو آمستردام بود. یک دیوار واقعی از سال ۱۶۵۳ تا ۱۶۹۹ در این خیابان وجود داشت. در طول قرن ۱۸، وال استریت یک بازار تجارت برده و یک سایت تجارت اوراق بهادار بود و از اوایل قرن هجدهم (۱۷۰۳) محل فدرال هال، اولین تالار شهر نیویورک بود. در اوایل قرن نوزدهم، هم محل سکونت و هم مشاغل منطقه را اشغال کردند، اما تجارت به‌طور فزاینده ای غالب شد و صنعت مالی شهر نیویورک بر وال استریت متمرکز شد. در قرن بیستم، چندین آسمان خراش اولیه در وال استریت ساخته شد، از جمله ساختمان ۴۰ وال‌استریت که زمانی بلندترین ساختمان جهان بود.
منطقه وال استریت محل استقرار بورس اوراق بهادار نیویورک، بزرگ‌ترین بورس اوراق بهادار جهان با ارزش کل بازار، و همچنین بانک فدرال رزرو نیویورک و بسیاری از بانک‌های تجاری و شرکت‌های بیمه است. چندین بورس دیگر سهام و کالا نیز در مرکز شهر منهتن نزدیک وال استریت واقع شده‌اند، از جمله بورس تجاری نیویورک و سایر بورس‌های آتی کالا و بورس آمریکا. برای حمایت از تجارتی که در صرافی‌ها انجام می‌دادند، بسیاری از شرکت‌های کارگزاری دفاتری در اطراف داشتند. با این حال اثرات اقتصادی مستقیم فعالیت‌های وال استریت در سراسر جهان گسترش می‌یابد.
وال استریت خود یک خیابان باریک و پر پیچ و خم است که از رودخانه شرقی تا برادوی امتداد دارد و با آسمان‌خراش‌ها و همچنین ساختمان بورس نیویورک و یادبود ملی فدرال هال و یک وال استریت در انتهای غربی آن قرار دارد. این خیابان در نزدیکی چندین ایستگاه متروی شهر نیویورک، پایانه‌های کشتی، و سایت مرکز تجارت جهانی قرار دارد.

## مراکز مهم

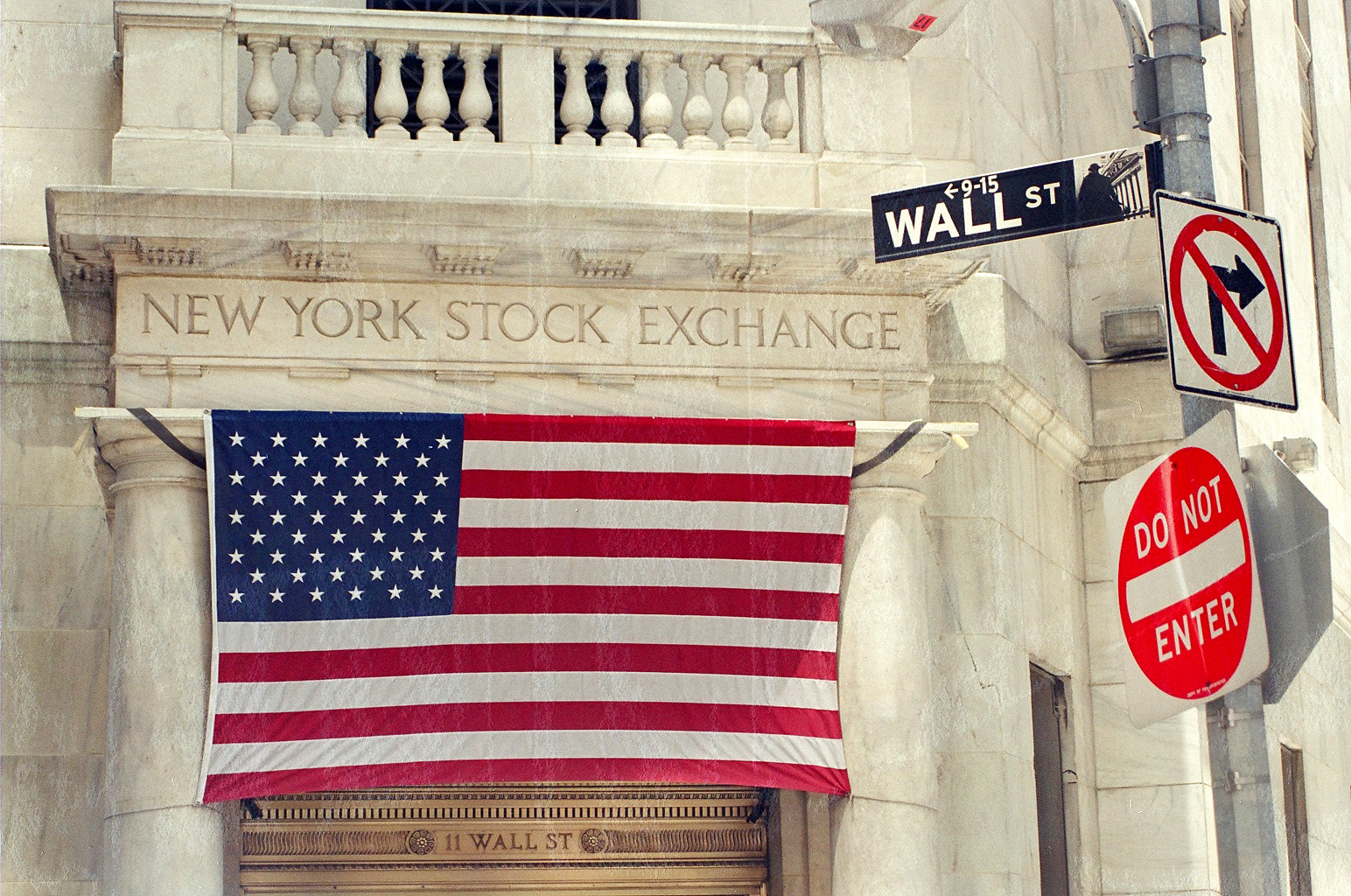
نمایی از ساختمان بازار بورس نیویورک (NYSE) در خیابان وال استریت.

ساختمان بازار بورس نیویورک که بزرگ‌ترین بورس جهان از نظر میزان معاملات و حجم مالی است، در خیابان وال قرار دارد. همچنین مرکز بزرگ‌ترین مراکز اقتصادی ایالات متحده آمریکا و چند بورس مهم اقتصادی این کشور از جمله بازار بورس نیویورک (NYSE)، بازار بورس نزدَک (NASDAQ)، بازار بورس آمریکا (AMEX)، بازار بورس تجاری نیویورک (NYMEX) و میز بازرگانی نیویورک (NYBOT) در این منطقه قرار دارد.

## تاریخچه خیابان

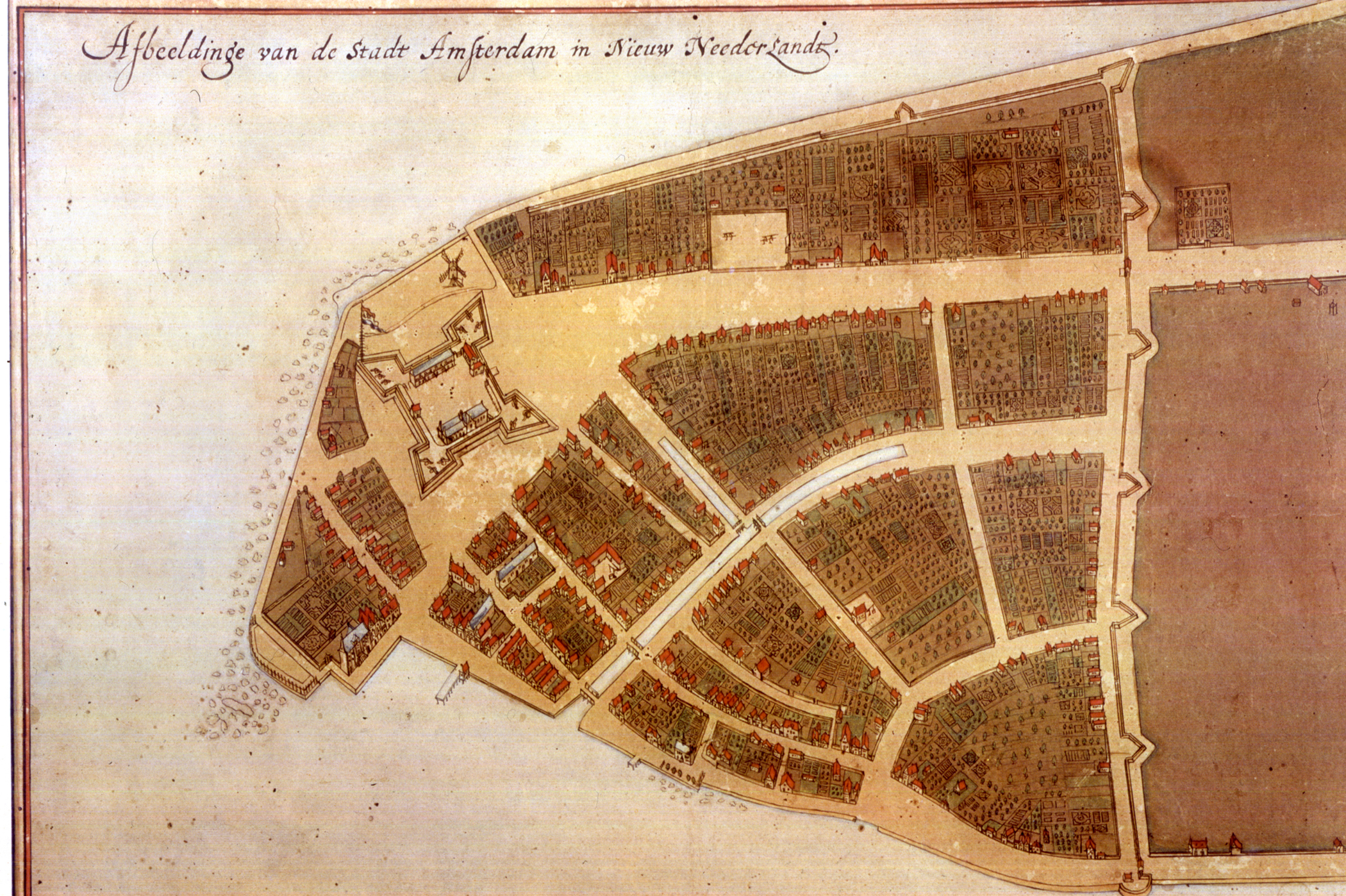
نقشه شهر در سال ۱۶۶۰ که دیوار سمت راست در آن مشخص شده است.

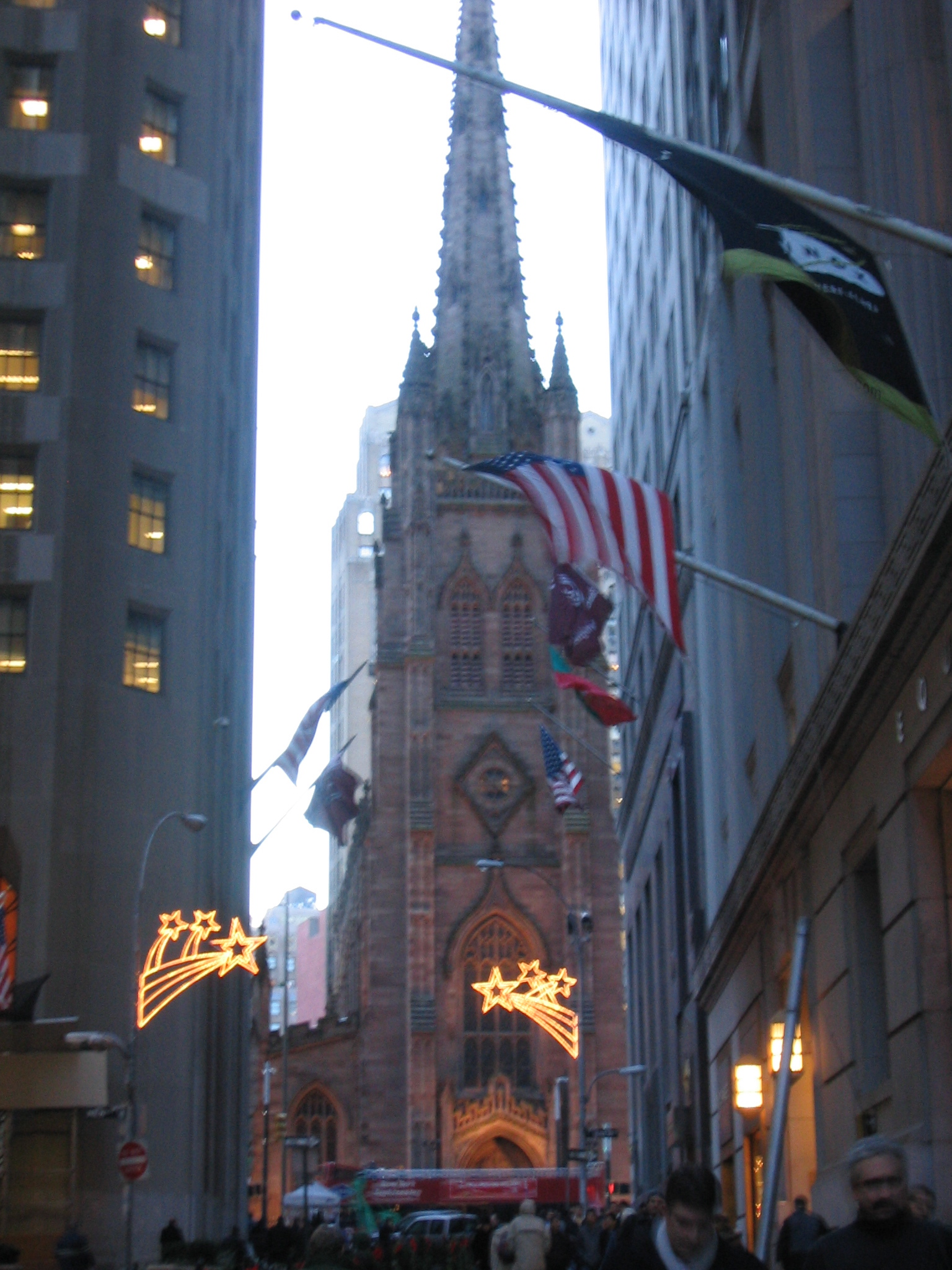
کلیسای ترینیتی در خیابان وال استریت.

دربارهٔ علت نامگذاری این خیابان تعدادی معتقد هستند که نام برگرفته از کلمه آلمانی (به آلمانی: de Waal Straat) است و نظریه دیگر که مورد توافق اکثریت است بیان‌می‌کند که نام این خیابان بخاطر وجود دیوار شرقی واقع شده در مرز شمالی اقامتگاه نیوآمستردام، انتخاب شده است. این دیوار برای محافظت از تهاجم نظامیان انگلیسی یا بومیان آمریکایی ساخته شده است.
در سوابق اصلی نیو آمستردام، هلندی‌ها همیشه خیابان را «هت سینگل» («سینگل» در هلندی مدرن) می‌نامیدند که نام خیابان، دیوار و کانال اصلی بیرونی آمستردام نیز بود. پس از تسلط انگلیسی‌ها بر نیو آمستردام در سال ۱۶۶۴، آنها نام شهر را به نیویورک تغییر دادند و در سوابق مالیاتی از آوریل ۱۶۶۵ (هنوز به زبان هلندی) از خیابان به عنوان "Het Cingel ofte Stadt Wall" (کمربند یا دیوار شهر) یاد می‌کنند. این استفاده از هر دو نام برای خیابان نیز در اواخر سال ۱۶۹۱ در طرح میلر نیویورک ظاهر شد. فرماندار نیویورک توماس دونگان ممکن است اولین نامگذاری رسمی وال استریت را در سال ۱۶۸۶ صادر کرده باشد، همان سالی که منشور جدیدی برای نیویورک صادر کرد. سردرگمی در مورد ریشه نام وال استریت در دوران مدرن ظاهر شد زیرا در قرن نوزدهم و اوایل قرن بیستم برخی از مورخان به اشتباه فکر می‌کردند هلندی‌ها آن را "de Waal Straat" نامیده‌اند، که در گوش هلندی‌ها مانند خیابان والون به نظر می‌رسد. با این حال، در قرن هفدهم آمستردام جدید، دو وال استرات (خیابان اسکله یا داک) بخشی از خیابان مروارید امروزی بود.
در سال ۱۷۸۹، زمانی که جورج واشینگتن در ۳۰ آوریل ۱۷۸۹ در بالکن فدرال هال سوگند یاد کرد، وال استریت صحنه اولین تحلیف ریاست جمهوری ایالات متحده بود. این محل همچنین محل تصویب منشور حقوق بشر بود. الکساندر همیلتون، که اولین وزیر خزانه داری و «معمار سیستم مالی اولیه ایالات متحده» بود، در قبرستان کلیسای ترینیتی به خاک سپرده شد، همان‌طور که رابرت فولتون به خاطر قایق‌های بخارش مشهور است.

## اهمیت در اقتصاد نیویورک
چارلز آر. گایست، پروفسور مالی، نوشت که این مبادله «به‌طور جدایی ناپذیری در اقتصاد نیویورک در هم تنیده شده است».[۴۳] پرداخت وال استریت، از نظر حقوق و پاداش و مالیات، بخش مهمی از اقتصاد شهر نیویورک، منطقه شهری سه ایالتی و ایالات متحده است. شهر نیویورک که توسط وال استریت لنگر انداخته است، قدرتمندترین شهر از نظر اقتصادی و مرکز مالی پیشرو در جهان نامیده می‌شود. به این ترتیب، سقوط در اقتصاد وال استریت می‌تواند «اثرات بدی بر اقتصاد محلی و منطقه‌ای» داشته باشد. در سال ۲۰۰۸، پس از رکود در بازار سهام، این کاهش به معنای ۱۸ میلیارد دلار کمتر درآمد مشمول مالیات بود، با پول کمتری برای «آپارتمان، مبلمان، اتومبیل، پوشاک و خدمات».
برآوردها در مورد تعداد و کیفیت مشاغل مالی در شهر متفاوت است. یک تخمین این بود که شرکت‌های وال استریت در سال ۲۰۰۸ نزدیک به ۲۰۰۰۰۰ نفر را استخدام کرده بودند. برآورد دیگر این بود که در سال ۲۰۰۷، صنعت خدمات مالی که ۷۰ میلیارد دلار سود داشت، ۲۲ درصد از درآمد شهر شد. برآورد دیگر (در سال ۲۰۰۶) این بود که صنعت خدمات مالی ۹ درصد از نیروی کار شهر و ۳۱ درصد از پایه مالیاتی را تشکیل می‌دهد. برآورد اضافی از سال ۲۰۰۷ توسط استیو مالانگا از مؤسسه منهتن این بود که صنعت اوراق بهادار ۴٫۷ درصد از مشاغل در شهر نیویورک اما ۲۰٫۷ درصد از دستمزد آن را تشکیل می‌دهد و او تخمین زد که ۱۷۵۰۰۰ شغل در صنعت اوراق بهادار در نیویورک وجود دارد (هر دو). منطقه وال استریت و مرکز شهر) به‌طور متوسط سالانه ۳۵۰۰۰۰ دلار پرداخت می‌کند. بین سال‌های ۱۹۹۵ و ۲۰۰۵، این بخش با نرخ سالانه حدود ۶٫۶ درصد رشد کرد که نرخ قابل قبولی بود، اما سایر مراکز مالی با سرعت بیشتری در حال رشد بودند. برآورد دیگری که در سال ۲۰۰۸ انجام شد این بود که وال استریت یک چهارم کل درآمد شخصی به دست آمده در شهر و ۱۰ درصد از درآمد مالیاتی شهر نیویورک را تأمین می‌کرد.[۷۹] صنعت اوراق بهادار شهر، با برشمردن ۱۶۳۴۰۰ شغل در اوت ۲۰۱۳، همچنان بزرگ‌ترین بخش بخش مالی شهر و یک موتور مهم اقتصادی را تشکیل می‌دهد و در سال ۲۰۱۲، ۵ درصد از مشاغل بخش خصوصی در شهر نیویورک، ۸٫۵ درصد (۳٫۸ میلیارد دلار آمریکا) را تشکیل می‌دهد) از درآمد مالیاتی شهر، و ۲۲ درصد از کل دستمزد شهر، از جمله حقوق متوسط ۳۶۰۷۰۰ دلار آمریکا.
هفت شرکت بزرگ وال استریت در دهه 2000 Bear Stearns, JPMorgan Chase, Citigroup, Goldman Sachs, Morgan Stanley, Merrill Lynch و Lehman Brothers بودند. در طول رکود ۲۰۰۸–۲۰۱۰، بسیاری از این شرکت‌ها، از جمله Lehman، از کار افتادند یا توسط سایر شرکت‌های مالی با قیمت‌های آتش‌فروشی خریداری شدند. در سال ۲۰۰۸، Lehman اعلام ورشکستگی کرد، Bear Stearns توسط JPMorgan Chase توسط دولت ایالات متحده خریداری شد، و Merrill Lynch توسط Bank of America در عروسی مشابهی با تفنگ ساچمه ای خریداری شد. این شکست‌ها کاهش فاجعه بار وال استریت را نشان می‌دهد زیرا صنعت مالی در حال تغییر ساختار و تغییر است. از آنجایی که صنعت مالی نیویورک تقریباً یک چهارم کل درآمد تولید شده در شهر را تأمین می‌کند و ۱۰ درصد از درآمد مالیاتی شهر و ۲۰ درصد از ایالت را تشکیل می‌دهد، رکود عواقب زیادی برای خزانه‌های دولت داشته است.[۷۴] مایکل بلومبرگ، شهردار نیویورک، بنا به گزارش‌ها، طی یک دوره چهار ساله، بیش از ۱۰۰ میلیون دلار مشوق‌های مالیاتی برای متقاعد کردن گلدمن ساکس به ساخت یک دفتر مرکزی ۴۳ طبقه در منطقه مالی در نزدیکی سایت ویران شده مرکز تجارت جهانی، متقاعد کرد. در سال ۲۰۰۹، همه چیز تا حدودی تیره و تار به نظر می‌رسید، با یک تحلیل توسط گروه مشاوره بوستون نشان می‌داد که ۶۵۰۰۰ شغل به دلیل رکود برای همیشه از بین رفته است. اما نشانه‌هایی وجود داشت که قیمت املاک منهتن با افزایش قیمت سالانه ۹ درصد در سال ۲۰۱۰ افزایش یافت و پاداش‌ها یک بار دیگر با میانگین پاداش‌های بیش از ۱۲۴۰۰۰ دلار در سال ۲۰۱۰ پرداخت شد.

## بناهای تاریخی
کلیسای تاریخی ترینیتی که در مسیحیت به معنای سه اقنوم در خدای واحد است، در تقاطع خیابان برادوی و خیابان وال در دان‌تاون منهتن قرار دارد.

## کاربرد واژه وال استریت
در طول زمان، نام وال استریت به عنوان «مکان افراد دارای نفوذ اقتصادی در آمریکا» شهرت گرفته است. روزنامه مشهور اقتصادی وال استریت ژورنال، نام خود را از «خیابان وال استریت» وام گرفته است.

## جنبش وال استریت
برخی از جوانان امریکایی در خیابان وال مقر بورس نیویورک در تاریخ ۱۷ سپتامبر ۲۰۱۱ در اعتراض به اوضاع وخیم اقتصادی و اختلاف طبقاتی آمریکا و سیاست کنونی این کشور دست به تظاهرات گسترده زدند.
در این تجمع که آرام و بدون هیچ گونه ابراز خشونتی از سوی معترضان بوده، معترضان از مردم آمریکا می‌خواهند برای اعتراض به سیاست‌های دولت آمریکا، به آن‌ها بپیوندند. معترضان در این تجمعات در پارک خصوصی «زوکوچی» در نیویورک، کمپی برای اقامت برقرار کردند که چند خیابان با بورس اوراق بهادار، واقع در ساختمان وال استریت فاصله دارد. بررسی گفته‌های معترضان نشان می‌دهد که دلایل این اعتراضات، «طرح نجات بانک‌ها»، «بحران وام مسکن» و «اعدام تروی دیویس»(Troy Davis)، سیاهپوست آمریکایی است که چندی پیش، توسط دستگاه قضایی آمریکا اعدام شد. معترضان معتقدند که مدل تجمع آنها، استقرار شبانه‌روزی در مقابل ساختمان وال استریت با هدف افزایش تعداد تظاهرات کنندگان و رسیدن به خواسته‌هایشان است و آن‌ها این مدل را از تظاهرات مصر و اسپانیا الهام گرفته‌اند.

## آثار هنری
فیلم‌ها و مستندهای متعددی در مورد وال استریت به معنای بازارهای مالی ایالات متحده ساخته شده است. فیلم‌ها و مستندهای زیادی نیز به این موضوع اشاره کرده اند. از معروف‌ترین آنها می‌توان به دو فیلم وال استریت و وال استریت: پول هرگز نمی‌خوابد به کارگردانی الیور استون، مستند انران: باهوش‌ترین افراد جمع به کارگردانی الکس گیبنی و مستند کاپیتالیسم: یک داستان عاشقانه به کارگردانی مایکل مور اشاره کرد.